# Прентсайм
Прентсайм (фр. Printzheim) — коммуна на северо-востоке Франции в регионе Гранд-Эст (бывший Эльзас — Шампань — Арденны — Лотарингия), департамент Нижний Рейн, округ Саверн, кантон Саверн.
Площадь коммуны — 4,3 км², население — 213 человек (2006) с тенденцией к стабилизации: 203 человека (2013), плотность населения — 47,2 чел/км².

## Население
Население коммуны в 2011 году составляло 215 человек, в 2012 году — 209 человек, а в 2013-м — 203 человека.
| 1962 | 1968 | 1975 | 1982 | 1990 | 1999 | 2006 | 2008 | 2011 | 2012 | 2013 |
| ---- | ---- | ---- | ---- | ---- | ---- | ---- | ---- | ---- | ---- | ---- |
| 213  | 215  | 206  | 208  | 192  | 211  | 213  | 213  | 215  | 209  | 203  |

Динамика населения:

## Экономика
В 2010 году из 140 человек трудоспособного возраста (от 15 до 64 лет) 117 были экономически активными, 23 — неактивными (показатель активности 83,6 %, в 1999 году — 75,0 %). Из 117 активных трудоспособных жителей работали 109 человек (60 мужчин и 49 женщин), 8 числились безработными (двое мужчин и 6 женщин). Среди 23 трудоспособных неактивных граждан 10 были учениками либо студентами, 9 — пенсионерами, а ещё 4 — были неактивны в силу других причин.

## Достопримечательности (фотогалерея)

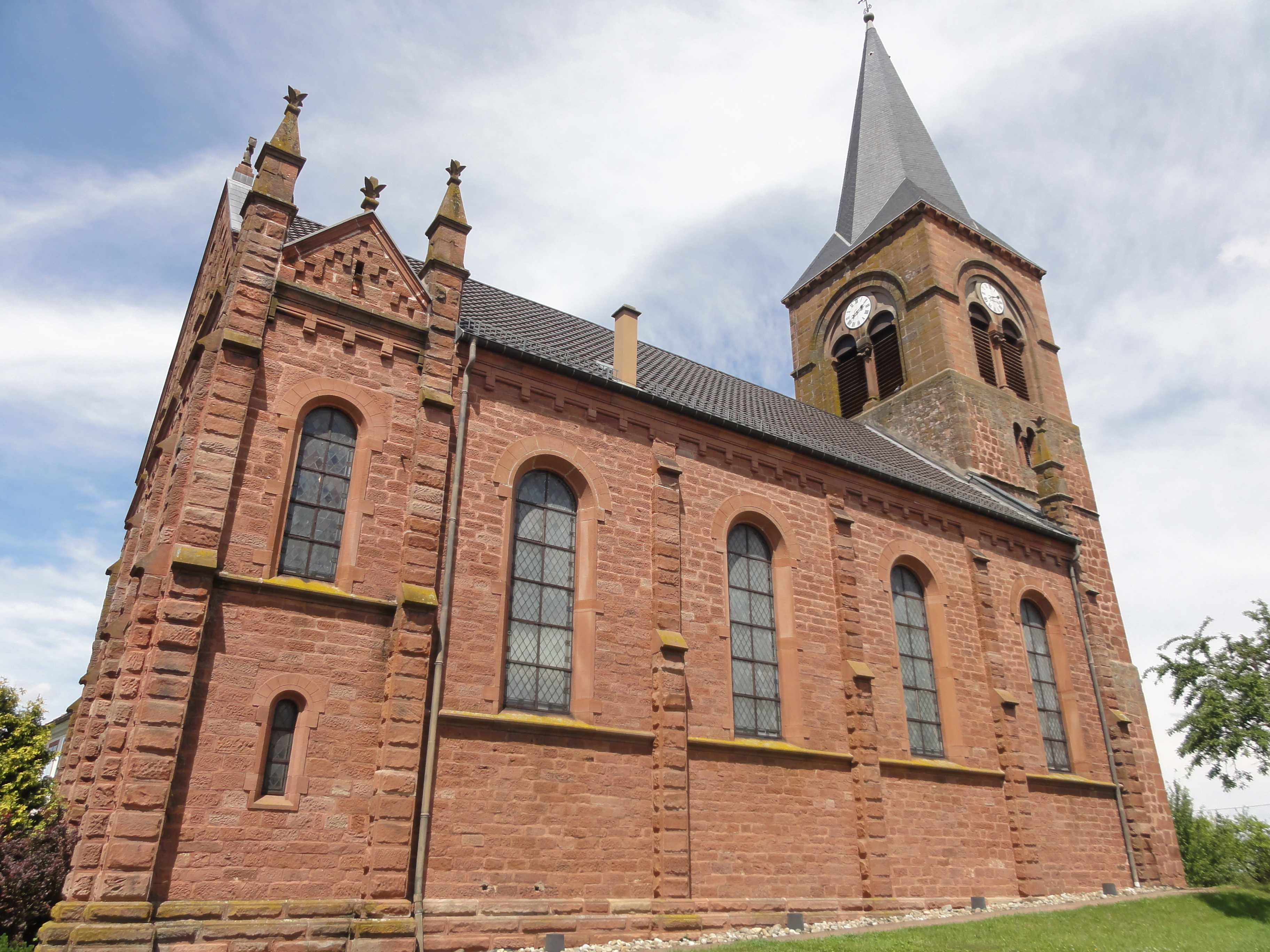
Протестантская церковь
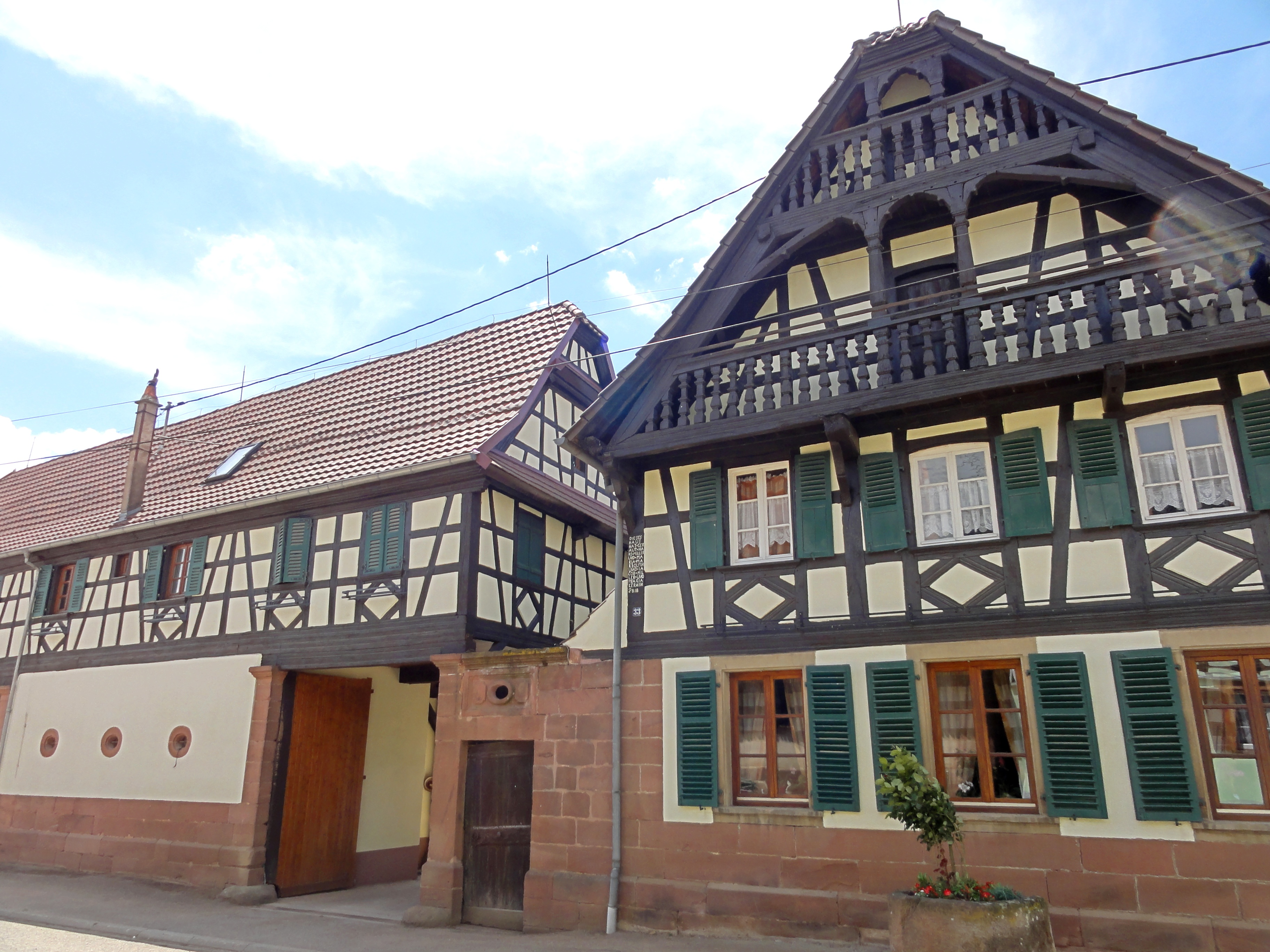
Фахверковый дом
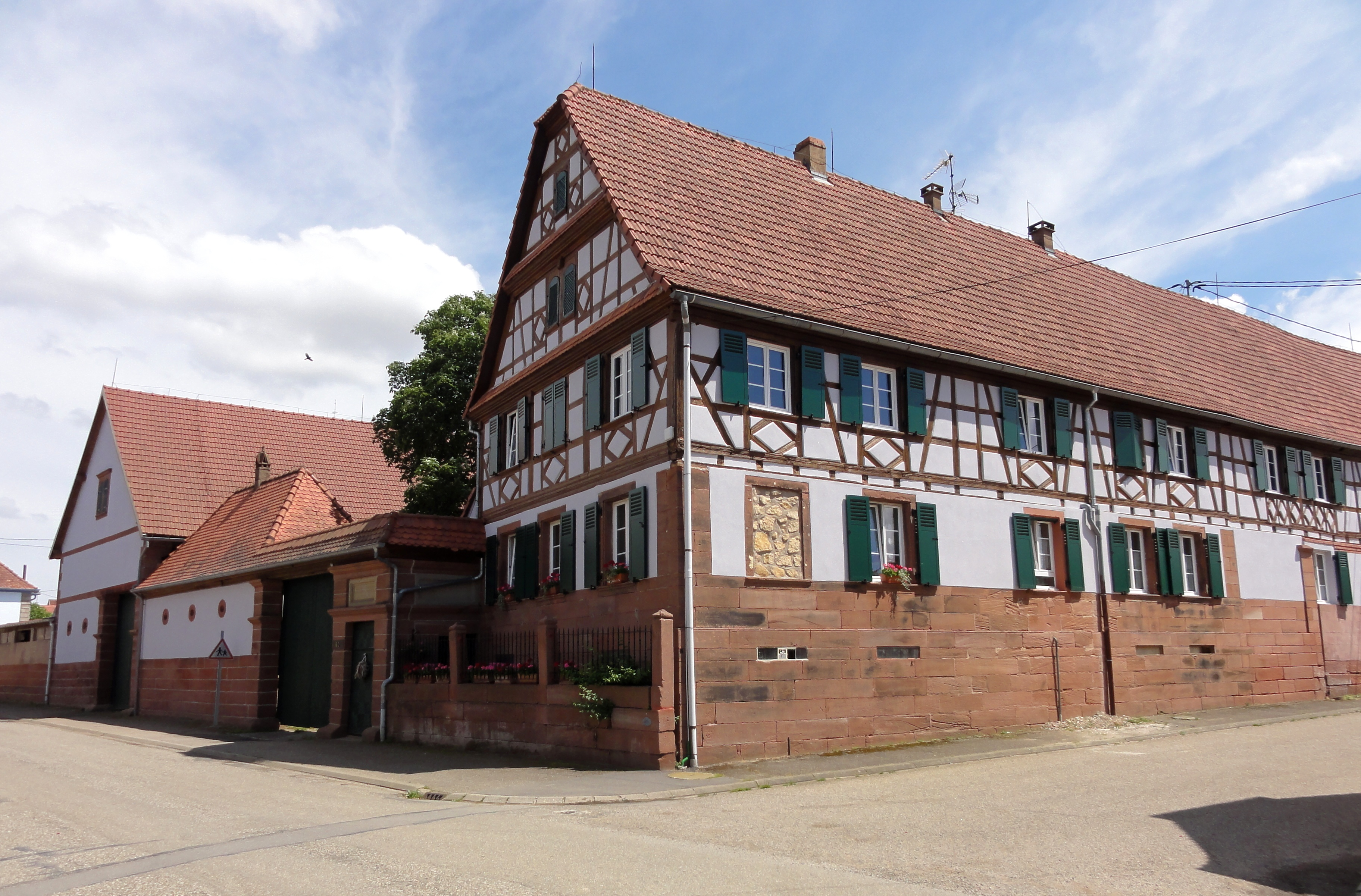
Фахверковый дом